# Stenostomum lucidum
Stenostomum lucidum är en måreväxtart som först beskrevs av Olof Swartz, och fick sitt nu gällande namn av Carl Friedrich von Gärtner. Stenostomum lucidum ingår i släktet Stenostomum och familjen måreväxter. Inga underarter finns listade i Catalogue of Life.